# إياد (قبيلة)

قبيلة إياد إحدى قبائل العرب التي كانت تسكن تهامة فحاربتها قبائل مضر وربيعة وأجلتها عن جزيرة العرب إلى العراق،.

## نسب إياد
قيل في نسب إياد قولان هما:
- أنه إياد بن نزار بن معد بن عدنان [2]
- وقيل أنهم من بقايا ثمود [3]

## قبائل من إياد
إياد قبيلة عربية ضخمة، تنسب إلى جدّها الأعلى إياد بن نزار بن معدّ بن عدنان. وأولاد إياد هم: زُهر، ودُعْمِيّ، ونُمارة، وثعلبة، وتفرّع من نسلهم سائر إياد.
كانت إياد تنزل في أول الأمر تِهامة إلى حدود نجران مع أبناء أنمار، ثم فارقت أنمار إخوتها ربيعة، ومضر، ونسب بعض النسابين إلى إياد قبيلتان هما ثقيف والنخع  فقالوا:
ثقيف هو قسي بن منبه بن النبيت بن منصور بن يقدم بن أفصى بن دعمي بن إياد ، وقالوا أن النخع هو النخع بن عمرو بن الطمنان بن عبد مناة بن يقدم بن أفصى بن دعمي بن إياد'''.'

## ديار القبيلة
هذا القبيلة تعتبر من أقدم القبائل العربية التي هاجرت إلى العراق, ولعلها أقدم قبيلة عربية سكنت العراق، وكانت ديارهم بحسب ما في اليعقوبي من بعد اليمامة في الحيرة ثم أجلاهم كسرى عن ديارهم بعد معركة ذي قار فأنزلهم تكريت ثم أخرجهم إلى بلاد الروم. وقد جاء في رويات كثيرة ان قبيلة إياد تنزل في أول الأمر تِهامة إلى حدود نجران مع أبناء أنمار، ثم فارقت أنمار إخوتها ربيعة، ومضر، وإياداً. فكثرت إياد وبطونها فأخذت تعتدي على أبناء ربيعة ومضر. فوقعت الحرب بينهم، ودارت الدائرة على إياد، مما دفعها إلى الارتحال عن مواطنها الأصلية. فارتحل قسم منها إلى البحرين وخالطوا قبائلها، وارتحل قسم آخر إلى بلاد الشام واستقروا بذي طوى. أما القسم الأكبر فتوجه إلى العراق فنزلوا الأنبار، وعين أُباغ، وسِنداد، وانتشروا بين سِنداد وكاظمة إلى بارق والخورنق. وكان لهم دير الأعور، ودير قرة، ودير الجماجم، واستطالوا على الفرات حتى خالطوا أرض الجزيرة. وقد كثر من نزل بعين أباغ منهم وقوي أمرهم، فأخذت إياد تغير على من يليها من أهل البوادي، وتغزو المغازي مع آل نصر ملوك الحيرة. وكان عمرو بن عديّ بن نصر قد أدخل بيوتات من ربيعة ومضر وإياد في العِباد (قبائل من بطون العرب اجتمعوا على النصرانية ونزلوا الحيرة)
وسكن جزء من قبيلة إياد وبنو أنمار وربيعة وبنو ثعل وبكر بن وائل وبنو حنظلة وبنو العم وبنو مالك وبنيو تميم وبنو لخم وتغلب أرض الأحواز قبل الإسلام[بحاجة لمصدر] يعود تاريخ الأحواز إلى العهد العيلامي 4000 ق.م. حيث كان العيلاميون الساميون أَول من استوطن الأحواز. واستطاع العيلاميون عام 2320ق.م اكتساح المملكة الأكّادية واحتلال عاصمتها أور، ثم خضعت للبابليين ثم الآشوريين، وبعدهم اقتسمها الكلدانيون والميديون. ثم غزاها الأَخمينيون بقيادة قورش عام 539ق.م وقام بشن حملة إبادة ضد العرب، فعبر الخليج إلى شبه الجزيرة العربية إلى الأحساء والقطيف وقام بمذابح هائلة فيها، ثم توغل في جزيرة العرب وامتد نفوذه حتى اليمن[بحاجة لمصدر]، فقتل من تمكن منه من العرب ومثل بهم بقطع أكتافهم. كما قام بتهجير القبائل وفرض عليها الإقامة الجبرية. وعمد إلى طمر المياه وردم الآبار، فقتل كل من وجده من العرب، فكان ينزع أكتافهم ويمثل بهم. وكان لشناعة هذه المثلى أثر سيئ في نفوسهم، فمن ثم لقبوه بذي الأكتاف. وما يزال الفرس إلى اليوم يفتخرون بجرائمه. وقد عانت هذه المنطقة من أولئك الولاة العتاة، وكابدت ألواناً من الاضطهاد والتنكيل، واشتهر أزاد فيروزو بن جشيش الملقب بالمكعبر الفارسي بفظاظته ووحشيته، حتى أنه كان يقطع أيدي العرب وأرجلهم من خلاف، وكاد يفني قبيلة بني تميم عن بكرة أبيها في حادثة حصن المشقر. وكان العرب متفرقين يصعب عليهم التجمع لضرب الفرس، إلا في أوقات قليلة مثل معركة ذي قار، التي انتصر فيها العرب على العجم.وذلك في انتصار القادسية قام أبو موسى الأشعري بفتح الأحواز. وظل إقليم الأحواز منذ عام 637 إلى 1258م تحت حكم الخلافة الإسلامية تابعاً لولاية البصرة، إلى أيام الغزو المغولي. ثم نشأت الدولة المشعشعية العربية (1436-1724م)، واعترفت الدولتان الصفوية والعثمانية باستقلالها. ثم نشأت الدولة الكعبية والذي يرجع نسبهم الي قبيلة اياد العربية(العويسات / فيزو) نسبة لشيخ خزعل الكعبي والذي غير اسمها إلى الناصرية(1724-1925م) وحافظت على استقلالها كذلك.
سكنت إياد الاحواز والتي خضعت للإسكندر الأكبر، وبعد موته خضعت للسلوقيين منذ عام 311ق.م ثم للبارثيين ثم الأُسرة الساسانية التي لم تبسط سيطرتها على الإقليم إلا في عام 241م. وقد قامت ثورات متعددة في الإقليم ضد الغزاة الفرس مما اضطر هؤلاء إلى توجيه حملات عسكرية كان آخرها عام 310م حين اقتنعت المملكة الساسانية بعدها باستحالة إخضاع العرب، فسمحت لهم بإنشاء إمارات تتمتع باستقلال ذاتي مقابل دفع ضريبة سنوية للملك الساساني. ويؤكد المؤرخ الأيراني أحمد كسروي أن قبائل بكر بن وائل وبني حنظلة وبني العم كانت تسيطر على الإقليم قبل مجيء الإسلام. ثم خضعت القبائل العربية للمناذرة من سنة 368م إلى 633م وبعد الفتح الإسلامي انحلت هذه القبائل في القبائل العربية الأكبر منها والتي استوطنت المنطقة في السنوات الأولى للفتح الإسلامي الذي قضى على الإمبراطورية الساسانية
وفي أوائل القرن الثالث الميلادي حاربت قبائل مضر وربيعة قبيلة إياد في موضع في تهامة يقال له خانق ، هو اليوم من ديار قبيلة كنانة المضرية، فاضطرت إياد لأن تهاجر إلى العراق فنزلوا سنداد بناحية سواد الكوفة، وأقاموا بها دهراً ثم انتشروا فيما بين سنداد وكاظمة وإلى بارق والخورنق وما يليها وأستطالوا على الفرات حتى خالطوا أرض الجزيرة فكان لهم موضع دير الأعور ودير الجماجم ودير قرة وكثر من بعين إباغ منهم حتى صاروا كالليل كثرة وبقيت هنالك تغير على من يليها من أهل البوادي وتغزو مع ملوك آل نصر المغازي.
وقد حاربت إياد الأعاجم وهزمتهم بشاطئ الفرات العربي وسيطرت على البحرين والاحواز والكويت وجزءا من بلاد فارس حتى العهد الساساني.
وفي خلافة عمر بن الخطاب في ربيع عام 17 هـ، 638 م، قام هرقل عاهل الروم بآخر محاولة له في استعادة بلاد الشام التي أخذها منه المسلمون، فأرسل جيشاً كبيراً كان فيه إياد والقبائل التي حول نهري دجلة والفرات إلى حمص فبدأ بحصارها، وفي تلك الأثناء غزا المسلمون الجزيرة وفتحوا تكريت يساعدهم سراً نصارى العرب بالمدينة وكان بينهم إياد الذين اعتنقوا الإسلام عندئذ.
ولما علمت قبائل الجزيرة التي تحاصر حمص بخبر غزو المسلمين الجزيرة ودنو جندهم تركوا جيش الروم ليدافعوا عن وطنهم المهدد وفاوض عرب قنسرين وحلب وغيرهما من مدن الشام في جيش الروم فهزمهم هؤلاء وركنوا إلى الفرار ورجع من بقي من جنود جيش الروم إلى كليكية فتبعهم المسلمون وأفنوا أغلبهم.
ولما جاءت سنة 18 هـ، 39 م، وخلف إياد بن غنم أبا عبيدة في ولاية حمص وشمالي الشام وبلاد الجزيرة خضعت كل قبائل الجزيرة واعتنقت دين الإسلام.
ثم بعث الخليفة عمر بن الخطاب رسلاً من عنده إلى هرقل معهم المصاحف لملك الروم أن أعرض هذه المصاحف على من قبلك من قومنا العرب فمن أسلم منهم فلا تحولن بينه وبين الخروج إلينا فوالله لئن لم تفعل لأتبعن كل من كان على دينك في جميع بلادنا فلأقتلنه فلما قدمت المصاحف عليه هرقل عورضت بالإنجيل فوجدوا القرآن يوافق الإنجيل فأسلموا ونادى مناد بالصلاة.
كان لهم كعبة بسنداد تدعى كعبة شداد يعبدونها ثم اعتنقوا النصرانية ثم الإسلام.
قبيلة إياد بفرعيها (العويسات/فيزو) اليوم لا وجود لهم كقبيلة كبيرة منذ عام 1258 م - و بدأ جلاء جل بطونها وفروعها من العراق إلى بلاد الروم، وبلاد الشام والحجاز عندما احتل الغزاة المغول الأحواز، بعد أن تمكنوا من الإطاحة بالخلافة العباسية في بغداد، ومن ثم خضعت الاحواز لدولة الخروف الأسود ولكن هناك عشائر متفرقه تسكن مكة والمدينة والشام والذين يعرفون الآن باسم قبيلة فيزو نسبة لى مدينة قـنطرة التي تقع على نهر الدز، وأراضيها عبارة عن تلول متوازية، أبدل الفرس اسمها العربي إلى التسمية الفارسية بـ: (دزفول/فيزو/يزفول) و قبيلة العويسات في تكريت العراق والتي ترجع أصولهم إلى قبيلة إياد العربية.

## معركة ذي قار
أجمع كسرى على قتال بني شيبان وأخرجهم من ديارهم فجيش جيش من قيادات الفرس وقبائل العرب التي كانت موالية له وخصوصاً قبيلة اياد الكبيرة، فلما وصل جيش كسرى وحلفاؤهم من العرب أرسلت قبيلة اياد إلى هاني الشيباني الوائلي: نحن قدمنا إلى قتالك مرغمين، فهل نحضر إليك ونفر من جيش كسرى فقال لهم : بل قاتلوا مع جنود كسرى، واصمدوا الينا أولاً، ثم انهزموا في الصحراء، وإذا ذاك نقض على جيش كسرى وتمزقهم وكانت يوم ذي قار يوم انتصر في العرب على الفرس.

## شعراء القبيلة
عرفت قبيلة إياد في الجاهلية بشدتها وبأسها، كما عرفت كذلك بخطبائها. وعن عبد الملك بن مروان، أنه ذكر إياداً فقال: «هم أخطب الناس، لمكان قس بن ساعدة، وأسخى الناس لمكان كعب بن مامَة الإيادي، وأشعر الناس لمكان أبي دُواد الإيادي». ومن شعراء إياد كذلك لَقيط بن يَعْمَر الإيادي الذي كان كاتباً قارئاً وعرف بين أهل الأخبار بصحيفته التي أرسلها إلى قومه إياد يحذرهم فيها من كسرى. أما في العصر الإسلامي فلا ذكر في المصادر لشعراء نابهين من إياد، وإنما هناك أسماء نفر من إياد كانت لهم منزلة رفيعة بين خطباء العصر. وقد ذكر الجاحظ من خطباء إياد زيد بن جُندَب، وأبا دواد بن حَريز، وعُذْرة بن حجيرة كان من إياد خطباء يضرب بهم المثل وتعلمت العرب الخط منهم وعنهم أتت أخبار كثيرة من الأمم القديمة كطسم وجديس.
أحد أشهر شعراء قبيلة اياد على الإطلاق هو أبو دؤاد الايادي واسمة حارثة بن الحجاج.